# Lucas Kal
Lucas Kal Schenfeld Prigioli, noto semplicemente come Lucas Kal (Campinas, 16 maggio 1996), è un calciatore brasiliano, difensore dell'Al-Riyadh.

## Caratteristiche tecniche
È un difensore centrale.

## Carriera
Cresciuto nel settore giovanile del San Paolo, nel 2016 è stato promosso in prima squadra, dove ha debuttato il 29 luglio 2018 in occasione dell'incontro di Série A vinto 2-0 contro il Cruzeiro. Dal 2016 al 2020 è stato ceduto in prestito a Paraná, Guarani, Vasco da Gama ed Atlético Mineiro, dividendosi fra campionati statali e Série B. L'11 agosto 2020 ha firmato per i portoghesi del Nacional, sempre in prestito, giocando per la prima volta al di fuori del Brasile.